# Syczewo (obwód miński)
Syczewo (biał. Сычэва, Syczewa; ros. Сычево, Syczewo) – wieś na Białorusi, w obwodzie mińskim, w rejonie nieświeskim, w sielsowiecie Nieśwież, w pobliżu Uszy.

## Historia
W dwudziestoleciu międzywojennym leżało w Polsce, w województwie nowogródzkim, w powiecie nieświeskim, w gminie Łań. W 1921 miejscowość liczyła 70 mieszkańców, zamieszkałych w 14 budynkach, w tym 64 Polaków i 6 Białorusinów. 59 mieszkańców było wyznania prawosławnego i 11 rzymskokatolickiego.
Po II wojnie światowej w granicach Związku Sowieckiego. Od 1991 w niepodległej Białorusi.